# IC 3443
IC 3443 ist eine elliptische Zwerggalaxie vom Hubble-Typ E/S0 im Sternbild Jungfrau am Nordsternhimmel. Sie ist schätzungsweise 85 Millionen Lichtjahre von der Milchstraße entfernt und hat einen Durchmesser von etwa 10.000 Lj. Die Galaxie wird unter der Katalognummer VVC 1348 als Mitglied des Virgo-Galaxienhaufens gelistet. Im selben Himmelsareal befinden sich u. a. die Galaxien NGC 4486, IC 3440, IC 3459.
Das Objekt wurde am 10. Mai 1904 von Royal Harwood Frost entdeckt.